# Renato Carvillani
René Carvillani, né Renato Carvillani, à Rome le 30 mai 1896 et mort le 12 février 1972 à Paris 15e, est un sculpteur fondeur italien.

## Biographie
Élève à l'École des Beaux-Arts de Paris, il travaille sous la direction de Jean-Antoine Injalbert et Jean Boucher.
Il expose au Salon d'Automne, au Salon des indépendants et au Salon des artistes français. En 1927, il présente au Salon des indépendants un bronze, Cervicapre et un plâtre, Portrait de M. E. B..
Il a réalisé, entre autres, le buste de Georges Méliès pour sa tombe au Père-Lachaise.
Plusieurs sculptures sont au Musée d'art moderne de Céret.
Il avait son atelier dans la cité d'artistes du 4 rue d'Arsonval, à Paris 15e, où il meurt le 12 février 1972.